# L'État sauvage (film, 2019)
Pour le film de 1978, voir L'État sauvage (film, 1978).
Pour plus de détails, voir Fiche technique et Distribution.
L'État sauvage est un film français écrit et réalisé par David Perrault, sorti en 2019.

## Synopsis
Durant la guerre de Sécession, une famille française (Edmond, Madeleine et leurs filles Esther, Justine et Abigaëlle) décide de quitter le pays et de retourner en France. Victor, un mercenaire au comportement mystérieux, est chargé de la sécurité de la famille.

## Fiche technique
- Titre original : L'État sauvage
- Scénario et réalisation : David Perrault
- Décors : Florian Sanson
- Costumes : Véronique Gély
- Photographie : Christophe Duchange
- Son : Vincent Mauduit, Régis Boussin et Christophe Leroy
- Montage : Maxime Pozzi-Garcia
- Musique : Sébastien Perrault
- Production : Sylvain Corbeil et Farès Ladjimi
- Sociétés de production : Mille et une productions et Metafilms
- SOFICA : Manon 9
- Sociétés de distribution : Pyramide Distribution
- Pays d'origine :  France
- Langue originale : français, anglais
- Format : couleur
- Genre : western et drame
- Durée : 100 minutes
- Dates de sortie :
  - France : 9 octobre 2019 (Festival international du film de Saint-Jean-de-Luz), 26 février 2020 (en salles)

## Distribution
- Alice Isaaz : Esther
- Déborah François : Justine
- Kevin Janssens : Victor
- Bruno Todeschini : Edmond
- Constance Dollé : Madeleine
- Armelle Abibou : Layla
- Maryne Bertieaux : Abigaëlle
- Kate Moran : Bettie
- Pierre-Yves Cardinal : Samuel
- Grégoire Colin : De Lisle
- Vincent Grass : Grand Chef
- Lee Delong : Miss Davis

## Production

### Tournage
Le tournage dure huit semaines et se déroule en France et au Canada. Le tournage au Canada est particulièrement difficile avec des températures de moins 37°.

## Sortie

### Accueil critique
En France, le site Allociné recense une moyenne des critiques presse de 2,7⁄5.
Pour 20 Minutes, « Le réalisateur David Perrault signe un film d’aventures à la fois intimiste et spectaculaire. ». Pour Les Fiches du Cinéma il s'agit d'« Un western au féminin assez boursouflé, dont le discours sur l'émancipation est excessivement rhétorique. ». 